# Westerland (Lied)
Westerland ist ein Punksong der Band Die Ärzte. Es ist der fünfte Titel ihres 1988er Albums Das ist nicht die ganze Wahrheit … und wurde vorab als zweite Single daraus ausgekoppelt. Zur damaligen Zeit – im Gegensatz zu manchen als anstößig kritisierten Liedern – oft im Radio gespielt, entwickelte sich Westerland zu einem der bekanntesten Songs der Band. Die Leser des Musikexpress wählten ihn auf Platz drei der besten Titel der Gruppe.

## Text und Musik
Es handelt sich um einen recht schnellen, melodischen Punksong, der auch als „Surf-Hit“ bezeichnet wurde. Anders als im Punk üblich, werden orgelähnliche Keyboards verwendet. Im Text des Liedes besingt der Sänger und Songwriter Farin Urlaub – am Wannsee in Berlin sitzend – seine Sehnsucht nach Westerland auf Sylt, unter anderem mit den Worten „diese eine Liebe wird nie zu Ende gehn, wann werd ich sie wiedersehen?“ Der Text beinhaltet allerdings einige ironische Übertreibungen. Zeilen wie „Es ist zwar etwas teurer / Dafür ist man unter sich / Und ich weiß jeder Zweite hier / Ist genauso blöd wie ich“ zeigen, dass das Lied teils auch punkrocktypisch satirisch die bürgerlichen Urlaubsgewohnheiten und den dem Ort nachgesagten Hang zum Schickimicki aufs Korn nimmt.

## Entstehung
Auf den Demos, die vor der eigentlichen Produktion des Albums aufgenommen wurden, ist noch die Insel Helgoland Gegenstand des Texts. Die zuvor zitierte Passage lautete ursprünglich noch: „Ich träume von den Felsen / Von Sonne, Meer und Wind / ich träume von der Insel / wo alle glücklich sind.“ Als Hintergrund für die Änderung wird allgemein zum einen ein Abschiedskonzert auf der Insel Sylt vor der geplanten Auflösung der Band angenommen, zum anderen das für den Punkrock passendere Thema.
Tatsächlich spielte die Band am 9. Juli 1988 in Westerland im Neuen Kurhaus vor etwa 1500 Fans teils mit Punkkleidung und -frisuren, für die Einheimischen ein „Kulturschock“. Entgegen Befürchtungen vorab – es wurde eilends ein Notlazarett aufgebaut – und später kursierenden Gerüchten kam es zu keinerlei Ausschreitungen. Der Inhaber des Hotels, in dem die Band untergebracht war, sagte rückblickend: „Das waren ganz liebe Jungs, die kamen teilweise mit ihren Müttern angereist.“ Lediglich habe sich Farin Urlaub geweigert, bei McDonald’s den Ghettoblaster leiser zu stellen.

## Veröffentlichung und Rezeption
Westerland erschien am 8. April 1988 bei CBS als Single und wurde zu einem live oft gespielten Song im Repertoire der Ärzte. Die Single erreichte Platz 34 der deutschen Charts und war neun Wochen platziert, vom 17. Oktober bis zum 12. Dezember 1988. Neben der 7"-Single erschienen eine 12"-Maxi mit dem 9:34 Minuten dauernden „Kommerzmix“ sowie eine 10"-Picture-Vinyl-Ausgabe. Auf allen Formaten ist auch eine 3:07 Minuten dauernde Liveversion des Songs enthalten. Zudem erschien als damals noch recht neues und wenig verbreitetes Format eine 3"-CD-Maxi. Das Lied erschien auch auf Kompilationen wie Das Beste von kurz nach früher bis jetze.

## Musikvideo
Das Musikvideo kombiniert Szenen eines Liveauftritts der Gruppe mit solchen aus dem Ort Westerland. Dabei werden etwa auf zwei virtuelle „Leinwände“ an einem Café Szenen des Auftritts hineingeschnitten, ähnlich späteren Videowänden, die es aber damals in der Größe und Qualität noch nicht gab. Als Anspielung auf die reichen, die Insel besuchenden Hamburger ist bei den Zeilen „Es ist zwar etwas teurer...“ ein Nobelauto mit dem Kennzeichen HH-HH ... zu sehen.